# (5375) Siedentopf
(5375) Siedentopf est un astéroïde de la ceinture principale.

## Description
(5375) Siedentopf est un astéroïde de la ceinture principale. Il fut découvert le 11 janvier 1989 à Tautenburg par Freimut Börngen. Il présente une orbite caractérisée par un demi-grand axe de 3,17 UA, une excentricité de 0,17 et une inclinaison de 2,4° par rapport à l'écliptique.

## Compléments